# ToY
Pour les articles homonymes, voir Toy.
Pour plus de détails, voir Fiche technique et Distribution.
ToY est un film américain de 2015 réalisé par Patrick Chapman.

## Synopsis
C'est l'histoire d'une jeune photographe qui tombe amoureuse d'une travailleuse du sexe de 44 ans.

## Fiche technique
- Titre original : ToY
- Réalisation : Patrick Chapman
- Scénario : Patrick Chapman, Andrew Hanson, Alissa Kokkins
- Producteur : Roberta Marie Munroe, Lije Sarki
- Production : Nut Bucket Films, Easy Open Productions, TwinBrother Films
- Musique : Brady Cohan, Ross Garren, Sean McCann
- Pays d'origine :  États-Unis
- Langue d'origine : anglais américain
- Lieux de tournage :
- Genre : Drame, thriller, romance saphique
- Durée : 93 minutes
- Date de sortie :
  -  États-Unis 2015
  -  Allemagne 18 février 2016

## Distribution
- Briana Evigan : Chloe
- Bre Blair : Alison
- Matt O'Leary : la prostituée trans
- Nadine Crocker : Zoe
- Daniel Hugh Kelly : Steven
- Darcy DeMoss : l'épouse chic
- Ryan Caldwell : le mari chic
- Kerry Norton : Kat
- Grace Glover : la fille de Kat
- Roxy Olin : Paige
- Jessica Kemejuk : Alexia, la call girl
- Elle Young : la prostituée
- Brighid Fleming : la jeune fille prostituée
- Paul Rae : Conrad
- Patricia Bethune : Janice Greenberg
- Carl Bressler : docteur Greenberg
- Douglas Bennett : la bête
- Ana Foxxx : la mannequin
- Brennan Murray : Toby
- Sarah Randall Hunt : l'assistante
- Elester Latham : un invité à la soirée au manoir
- Leonel Claude : un invité à la soirée au manoir
- Maria McCann : la mère de Chloe
- Joey Capone : Sweaty Pete
- Aleshya Uthappa : la critique d'art
- Stephen Heath : l'ami
- Jai Franklin : Jackie Sorka
- Bogdan Szumilas : Hotel John
- Ronn Burner : Bar John
- Alexander Bateman : le patron du bar
- Joe Peer : monsieur Palmer
- Brenda Lee
- Timothy Jenkins
- Victoria Rose